# 东方深秘录 ～ Urban Legend in Limbo.
《东方深秘录 ～ Urban Legend in Limbo.》是由上海愛莉絲幻樂團與黃昏邊境共同製作的格鬥遊戲，是東方Project的14.5作。
本作将会首次出现第一个游戏主机PlayStation 4移植版本，将会增加《永夜抄》的铃仙·优昙华院·因幡作为新角色，和一个在《紺珠傳》事件之后的新番外故事剧情，延續故事為《憑依華》。

## 概要
于2014年11月16日在“（2014年数码游戏博览会）”宣布制作本作。2014年12月在C87发布体验版，在2015年5月的第12届博丽神社例大祭发布正式版，并2015年5月15日开始在同人作品售卖店发行。由《東方鈴奈庵》的作画担当角色作画。
于2016年2月26日宣布以参加“Play,Doujin!”策划的形式发布PS4的移植版本，并发布将会新增的移植内容。

## 故事
在人间之里，开始流传着各种都市传说，这些传说在口口相传之中慢慢发生地发生了变化，而其导致的怪异现象也跟着这种变化中出现了改变。在幻想乡中，各角色只要通过控制这些传说传播的内容，就能控制这些怪异成为自己的力量。但某一天，有一个“通过收集齐七个神秘的珠子，就能发生些特别的事”的传说开始流程，然后各角色一致地开始收集这些神秘的珠子。然而却没有意识到，这个传说后面隐藏的一个阴谋。

## 游戏系统

《東方深秘錄》遊戲畫面，其中箭頭所指的珠子為本作的特殊道具「神秘珠」。

沿用了《心綺樓》的游戏系统。由于本作与都市传说有关，游戏格斗过程中会出现特定道具“神秘珠”，触发后游戏环境会变为相应的传说地点场景，会对格斗产生不同的附属效果。

## 登场角色

### 前作（心綺樓）已出现的人物
- 隙間女：博丽灵梦
- 學校怪談：雾雨魔理沙
- 八尺大人：云居一轮
- 高速婆婆：圣白莲
- 皿屋敷：物部布都
- 紅紙、藍紙：丰聪耳神子
- 尼斯湖水怪：河城荷取
- 瑪莉的電話：古明地恋
- 黑衣人：二岩猯藏
- 裂口女：秦心

### 本作追加人物
- 人體自燃：藤原妹红
- 小綠人：少名针妙丸
- 猿之手：茨木华扇（首次遊戲出現）主題曲：华狭间的战场（華狭間のバトルフィールド）
- 扭來扭去：鈴仙·優曇華院·因幡（PS4移植版本追加）

### 本作新登场

#### 宇佐见堇子
，Usami Sumireko
世界新七大奇蹟
主題曲：Last Occultism　～ 现世的秘术师（ ）
私立学校东深见高中的女高中生，从初中开始研究超能力、都市传说等与灵异相关的事物，并认为自己相当特别而基本没有朋友。以十分优秀的成绩考入东深见高中，并开始对幻想乡产生了兴趣，成立了非学校公认的社团“秘封俱乐部”来研究发现幻想乡的秘密。收集灵异珠并在幻想乡中散布，试图利用其破坏幻想乡的结界以沟通外界与幻想乡。之后与收集了7枚珠子的诸角色战斗，并没有识破二岩猯藏的计谋，于是被骗入幻想乡并受到了大家的一致恶整。在作为自机的剧情中短暂的回到了外界，然而被发现了月都之珠的灵梦追上并击败。之后觉醒了可以在梦中进入幻想乡的能力。在《茨歌仙》中揭示是由于持有“拥有分身”的都市传说，借助睡眠而使肉体和精神可以分离，从而以梦境让精神进入到幻想乡。
一头棕色的下双马尾波浪头发，同样棕色的眼睛。戴着似乎和宇佐见莲子同一个款式的帽子，和红色的下框眼镜。手上戴着手套，穿着长袖衬衣以及堇色连衣裙，裙子上有紫色和白色条纹构成的格子。外黑内红的高领披风，披风里面有北欧古如尼文字母的图案。及膝袜的上段位置有蝴蝶结型袜带装饰。
由于其姓氏和作为“秘封俱乐部 初代会长”的身份，被认为与同系列音乐故事中的角色宇佐见莲子有密切的关联。